# 보증계약
보증계약(保證契約)은 주 채무자의 채무를 보증할 것을 내용으로 보증인이 채권자와 체결하는 계약이다. 특별한 형식을 요하지 않았으나 민법 개정을 통해 서면만 유효하도록 추진중이다.

## 보증채무이행청구

### 소송물
보증채무 이행청구의 소송물은 보증채무이행청구권이다. 보증인은 특약이 없는 한 주채무자의 이자 및 지연손해금지급채무까지 보증하는 것이므로, 채권자가 원금 외에 이자 및 지연손해금의 지급을 청구하는 경우에도 하나의 보증계약에 기한 것인 이상 소송물은 보증계약으로부터 발생하는 하나의 보증채무이행청구권이다.

## 판례
- 보증인이 채권자에 대하여 보증채무를 부담하지 아니함을 주장할 수 있었는데도 중과실로 그 주장을 하지 아니한 채 보증채무의 전부를 이행하였다면 그 주장을 할 수 있는 범위 내에서는 신의칙상 그 보증채무의 이행으로 인한 구상금채권에 대한 연대보증인들에 대하여도 그 구상금을 청구할 수 없다고 할 것이다[3]

## 같이 보기
- 보증보험
- 서울보증보험
- 신원보증계약